# Papilio woodfordi
Papilio woodfordi — дневная бабочка из семейства парусников (лат. Papilionidae). Эндемик Новой Гвинеи

## Описание
Размах крыльев 100—110 мм. Основной фон крыльев чёрный. По крыльям проходит широкая вертикальная полоса бело-зеленоватого цвета. Тело чёрное. Половой диморфизм отсутствует. Гусеницы питаются на растениях рода Citrus.

## Ареал
Папуа Новая Гвинея

## Подвиды
- Papilio woodfordi woodfordi (Бугенвиль, Shortland Islands)
- Papilio woodfordi choiseuli Rothschild (Choiseul)
- Papilio woodfordi laarchus Godman & Salvin, 1888 (Острова Нью-Джорджия)
- Papilio woodfordi ariel Grose-Smith, 1889 (Санта-Исабель)